# 1580 pr. n. št.

## Smrti
- Seuserenre Hajan, faraon   iz Petnajste egipčanske dinastije  (* ni znano)